# 여주 신륵사 원구형석조부도
여주 신륵사 원구형석조부도(驪州 神勒寺 圓球型石造浮屠)는 경기도 여주시 신륵사에 있는 승탑이다. 2004년 11월 27일 경기도의 문화재자료 제134호로 지정되었다.

## 개요
여주신륵사원구형석조부도(驪州神勒寺圓球型石造浮屠)는 경기도 문화재자료 제134호로 소재지는 경기도 여주시 신륵사길 73이다.
명부전과 조사당 사이 서편 언덕에는 주인을 알 수 없는 두 기의 석조부도(石造浮屠) 중 원구형 부도이다. 이 원구형 탑신(塔身)의 부도는 간략하고 폭이 좁은 기단, 도식적인 연화문 등 조선후기의 작품으로 추정된다. 연주문 받침 위에 보주를 두른 삼단형으로 구성된 상륜부가 있다. 상륜부 아래 지붕에는 연잎을 얹어 표현하였다. 기와골은 선명하게 나타내고 4개는 번갈아가며 용머리를 표현하였다. 사각의 지대석 위에 중대석과 상대석을 마련한 기단부는 조각이 둔중하다. 편평한 상대석 위에는 형식적인 연꽃을 모각하였다. 팔각의 중대석에는 2단으로 나누어 연주문형 기둥을 마련하였다.

## 참고 문헌
- 여주신륵사원구형석조부도 - 국가유산청 국가유산포털